# Ali Fathy
Ali Fathy (sinh ngày 2 tháng 1 năm 1992) là một cầu thủ bóng đá người Ai Cập thi đấu cho Zamalek SC. Anh thi đấu cho Đội tuyển bóng đá quốc gia Ai Cập và cũng từng thi đấu tại Thế vận hội Mùa hè 2012.